# جزيرة سيبينانغ
جزيرة سيبينانغ وهي جزيرة من جزر إندونيسيا، وتقع في إقليم كالمنتان الشرقية.